# 起業家機構
起業家機構（きぎょうかきこう、英語: Entrepreneurs' Organization）は、世界の起業家によって形成された国際的な非営利組織である。略称はEO。1987年に設立された年商$1MILLION（１億円）を越える会社の起業家・創業者の世界的ネットワーク組織で、86か国222チャプター、18,812名のメンバーによって構成される。

## 概要
EO Japan リージョン（イーオージャパンリージョン）は、起業家、創業者、経営者、ビジネスリーダーを対象 にしたグローバルネットワーク組織 Entrepreneurs' Organization（EO）の日本支部リージョンである。
Entrepreneurs' Organization（起業家機構）は、
現在EOは国内に17チャプターあり約1,300人の起業家が在籍している。
EO Japan リージョンはメンバーに対してビジネス成長、リーダーシップ開発、国際的な交流を目的とした多岐にわたるプログラムとリソースを提供している。EOの原則に基づき、プライバシーと倫理を重視しながら、メンバーが独自の経験を共有し、相互に学び合う機会を提供している。
●国内チャプター
- Tokyo Central　設立：1995年10月
- Osaka　設立：2010年7月
- North Japan　設立：2015年7月
- Nagoya　設立：2017年6月
- Kyushu　設立：2017年6月
- Tokyo West　設立：2018年1月
- Tokyo Platinum　設立：2020年1月
- Setouchi　設立：2021年1月
- Kyoto　設立：2021年3月
- Okinawa　設立：2021年12月
- Kobe　設立：2022年6月
- Hokuriku　設立：2022年6月
- Hokkaido　設立：2022年7月
- Ibaraki　設立：2023年6月
- Kanagawa　設立：2024年6月

●BRIDGEチャプター
- Japan Korea Bridge　設立：2021年6月
- Beyond Japan　設立：2025年1月

●GLOBALチャプター
- Tokyo Metropolitan　設立：2020年7月
- Kansai Metropolitan　設立：2025予定

## 影響力と理念
EO Japan リージョンは、『EO Globalを牽引し日本経済の未来を拓く』をスローガンとし、EOのLeading Regionとなり、EO Globalの牽引役となり、成長を軸とした起業家団体 EO Japanが経済団体として名乗りを上げ日本の価値を底上げすることを目指している。コミュニティを通じて経済的成長と社会的影響力を追求し、メンバーが革新的なビジネスを通じて世界にポジティブな変化をもたらすことを目指している。 

## ミッション mission
- 目的 our purpose 起業家の可能性を最大限に引き出し、世界を前進させる
- 価値観 our values

Together we grow 共に成長
私たちは、違いを受け入れ多様性を尊重します
お互いの経験を共有し、ともに成長することにコミットします
Trust and respect 信頼と敬意
私たちは、誠実さを基盤に、深く永続する人間関係を築きます
Thirst for learning 学びへの渇望
私たちは、新しいアイデアや視点を追求します
Think big, be bold 大きく考え、大胆に
私たちは、革新し、リスクに挑み、違いを生み出します
さらなる難題に立ち向かい、ポジティブな変化をつくりだします 

## 活動内容
- フォーラム - 10名程度のチームに分かれて定期的に学びの場を形成
- 月例会 - 内外から講師を招いた講演会やメンバー同士の交流をする場の開催
- ラーニング・分科会 - 講師を招き学びの場の形成
- メンターシッププログラム - メンター（相談を受ける先輩経営者）とメンティ（相談をする後輩経営者）が一対一でその経験をシェアしながら、年代や世代を超えた経営者同士の縦の関係構築を支援するプログラム
- GSEA - GLOBAL STUDENT ENTREPRENEUR AWARDS 世界学生起業家アワード
- MyEO - 既存の枠組みを超える経験を求めるメンバーの選択肢として、フォーラム、イベント、グループの3つに別れ交流や学びの場の形成
- ユニバーシティ - 世界各地のメンバーが集結する学びの場の形成

## 歴史
1987年にアメリカで青年起業家機構（英語：Young Entrepreneurs' Organization、略称：YEO）として設立され、2005年に現在の名称 Entrepreneurs' Organization に変更された。 日本では、1995年 10月にアメリカ以外で初めてアジア初の支部YEOが設立された。2006年7月に世界起業家機構（英語：World Entrepreneurs' Organization、略称：WEO）と統合されて、EOジャパンとなった。その後、日本国内において大阪や東北など複数のチャプターが設立されたことに伴い、EO Tokyo Centralに変更された。

## アクセラレータープログラム
EO Japanは、売上が1億円を超えるビジネスへの成長を目指す起業家を支援するアクセラレータープログラムを提供している。このプログラムでは、経験シェアリング、メンターシップ、ネットワーキングの機会を通じて、参加者がビジネススキルを向上させることができる。